# Kalina, Vidin
Kalina (în bulgară Калина) este un sat în comuna Bregovo, regiunea Vidin,  Bulgaria. 

## Demografie
Componența etnică a satului Kalina
     Bulgari (86,66%)
     Nicio identificare (13,33%)
     Altele (0%)
La recensământul din 2011, populația satului Kalina era de 30 locuitori. Din punct de vedere etnic, majoritatea locuitorilor (86,66%) erau bulgari. Pentru 13,33% din locuitori nu este cunoscută apartenența etnică.